# Albert Čuba
Albert Čuba (* 8. července 1983 Třinec) je český herec, komik, spisovatel, režisér, producent, kameraman, scenárista a majitel ostravského Divadla Mír.

## Biografie
Na základní školu chodil v Dobré. Poté studoval na gymnáziu ve Frýdku-Místku a přešel na Janáčkovu konzervatoř v Ostravě, kterou zakončil v roce 2005 absolutoriem. Již během studií hostoval v Národním divadle moravskoslezském, Divadle Petra Bezruče, Těšínském divadle a v Komorní scéně Aréna. Po dobu dvou let také učil na Janáčkově konzervatoři v Ostravě předmět Jevištní pohyb.

## Tvorba

### Divadlo
Ihned po absolvování konzervatoře mu bylo nabídnuto angažmá v Komorní scéně Aréna. Nabídku přijal a své angažmá uvedl rolí Viktora ve hře Marka Ravenhilla Polaroidy. V Aréně zůstal po dobu dvanácti sezón až do roku 2017, kdy založil své vlastní divadlo – Divadlo Mír – jehož je ředitelem a vystupuje v něm i jako herec. V Divadle Mír hrál v představeních Ráno po tom, Kdo je pan Schmitt?, Lakomec, Mátový nebo citron aneb Lupič v nesnázích nebo Chlap na zabití.

### Improvizace, film, literární tvorba
Se Štěpánem Kozubem, Robinem Ferrem a Vladimírem Polákem tvoří improvizační show Tři tygři. Hrál v reklamě na Kartu života. Na webu www.albertcuba.cz zveřejnil Vyhrál jsem (2014) a mikropovídky Gangster Mirek, Dialog na konci, Jízda, Bdělost, Trest a Napalm (všechny 2016). Napsal také knihy Herec k nepřežití (2020) a román Ocelové srdce (2022).
V roce 2020 založil internetovou platformu MírPlay.

## Filmografie a záznamy divadelních představení
- 2003 – Kobova garáž (film)
- 2007 – Hypermarket (film)
- 2009 – 3 dny (studentský film)
- 2013 – Karta života (reklama)
- 2013–2017 – Deskové a stolní hry (internetový pořad)
- 2014 – S nadějí i bez ní (záznam divadelního představení)
- 2014 – Pečený sněhulák (TV skečový pořad)
- 2014–2016 – Rozsudek (dokumentární seriál)
- 2015 – Ruská zavařenina (záznam divadelního představení)
- 2015–dosud – Tři tygři (improvizační show, skeče)
- 2016–2018 – Dobře vycpaný bobr (internetový skečový pořad)
- 2017 – Lajna (internetový seriál)
- 2017 – Nezapomeň (studentský film)
- 2017 – Slyšení (záznam divadelního představení)
- 2018 – Defenestrace 1618 (dokumentární film)
- 2018 – Bůh s námi – od defenestrace k Bílé hoře (film)
- 2019 – Topgýr (internetový pořad, reklama)
- 2019 – Pouť: Rozjetý devadesátky (internetový seriál)
- 2019 – Luptákův vlogísek (internetový seriál)
- 2019 – Strážmistr Topinka (TV seriál)
- 2019 – Bull (záznam divadelního představení)
- 2019–dosud – Herecké deníky (internetový pořad)
- 2020 – VyPlašení (internetová improvizační parodie na reality show)
- 2020 – Distanc (internetová talk show)
- 2020 – Smrt talentovaného vepře (filmová inscenace)
- 2020 – Porota (filmová inscenace)
- 2020 – Ženská pomsta (film)
- 2020 – Riško a Fučo: Na konci cesty (film)
- 2020 – Vánoční koledy v obýváku (TV pořad)
- 2020 – Libový Vánoce v pražský firmě plný jakoby úžasnejch lidiček (internetová série)
- 2020-2021 – sKORO NA mizině (internetový seriál)
- 2020–dosud – Mírové deníky (internetový pořad)
- 2021 – Volným pádem (film)
- 2021 – Hra o lajky (dokumentární pořad)
- 2021 – Specialisté (TV seriál)
- 2021 – Kumštýři: Ostruhy nekonečna (film)
- 2021 – Porota 2 (filmová inscenace)
- 2021 – Scénický kaleidoskop (filmová inscenace)
- 2021 – Nostalgický retro hráč (internetový pořad)
- 2021 – Co ste hasiči (TV seriál)
- 2021 – Quinette (film)
- 2022 – Kdyby radši hořelo (film)
- 2022 – Tři Tygři ve filmu: JACKPOT (film)
- 2022 – Vánoční příběh (film)
- 2022 – Devadesátky (televizní minisérie)
- 2022 – Za vším hledej ženu (film)
- 2022 – Pokoj za větrem (film)
- 2022 – Stíny v mlze (TV seriál)
- 2023 – Zatmění
- 2024 – Kriminálka Anděl (seriál)
- 2024 – Mord
- 2024 – Hansův svět
- 2024 – Krematorium (seriál)
- 2024 – Vedlejší produkt (minisérie)
- 2025 – Srnky

## Režie
- 2015 – Velká cena větroňů (dokument)
- 2015–dosud – Tři tygři (improvizační show, skeče)
- 2019 – Bull (záznam divadelního představení)
- 2019–2020 – Luptákův vlogísek (internetový komediální seriál)
- 2020 – VyPlašení (internetová improvizační parodie na reality show)
- 2020 – Distanc (internetová talk show)
- 2020 – Smrt talentovaného vepře (filmová inscenace)
- 2020 – Riško a Fučo: Na konci cesty (film)
- 2021 – Adam stvořitel (filmová inscenace)

## Knihy
1. Mlok 2005 (2005)
2. Herec k nepřežití (2020)
3. Ocelové srdce (2022)